# Сидорович, Иван Романович
Иван Романович Сидорович (бел. Іван Раманавіч Сідаровіч) — директор «БелЗАа» (1961—1972), лауреат Государственной премии СССР (1968). Кандидат технических наук.

## Биография
Родился 6 июля 1927 года в деревне Красное Пружанского района Брестской области.
Во время войны вывезен немцами в концлагерь города Белостока, где работал до освобождения (июль 1944).
Хотя не достиг призывного возраста, добровольцем вступил в Красную Армию и был направлен стрелком-радистом в 22-й танковый полк 3-го Украинского фронта. Войну закончил в Вене, служил затем служил в Румынии, Югославии, Свердловске, Владивостоке, старший инженер-лейтенант. В 1951 году демобилизовался.
Работал на Минском автозаводе токарем, после окончания Белорусского политехнического института (без отрыва от производства) — контролером, контрольным мастером, инженером-технологом.
На Белорусском автозаводе — с первых дней его основания: начальник цеха главного конвейера, начальник отдела технического контроля, с 1961 года директор.
Под его руководством было освоено производство карьерных самосвалов БелАЗ грузоподъемностью 27 тонн новой конструкции. За работу по созданию конструкций и организацию производства новых машин в 1966 году завод награждён орденом Трудового Красного Знамени. 27- и 40-тонные самосвалы дважды (1965, 1968) удостаивались золотых медалей международных ярмарок в Лейпциге и Пловдиве. Самосвалу БелАЗ-540А и его модификациям в 1967 году присвоен Государственный Знак качества.
С 1972 по 1989 год работал на руководящих должностях в Министерстве автомобильной промышленности СССР (начальник Глававтопрома), постоянном представительстве СССР в Совете Экономической Взаимопомощи, аппарате Совета Министров СССР.
Кандидат технических наук.
Лауреат Государственной премии СССР (1968, в составе коллектива) — за создание семейства унифицированных большегрузных автомобилей для открытых разработок полезных ископаемых и строительства и освоение их серийного производства. Награждён орденами Ленина, Трудового Красного Знамени (дважды), Великой Отечественной войны II степени, медалями, Почётной грамотой Верховного Совета БССР.
Избирался депутатом Верховного Совета БССР и СССР (8-й созыв). Делегат XXIII съезда КПСС (29 марта — 8 апреля 1966 года).

## Награды и звания
- Лауреат Государственной премии СССР (1968, в составе коллектива) — за создание семейства унифицированных большегрузных автомобилей для открытых разработок полезных ископаемых и строительства и освоение их серийного производства.
- Орден Ленина
- Орден Трудового Красного Знамени (дважды)
- Орден Великой Отечественной войны II степени
- Медали
- Почётная грамота Верховного Совета БССР